# 계산공업고등학교
계산공업고등학교(桂山工業高等學校)는 대한민국 인천광역시 계양구 계산동에 있는 공립 고등학교이다.

## 학교 연혁
- 1996년 2월 14일 : 학교설치 조례
- 1996년 3월 1일 : 초대 교장 정용주 취임
- 1996년 3월 6일 : 제1회 입학식(5개 학과, 12개 학급 637명)
- 1996년 12월 20일 : 학교건물 완공
- 1997년 3월 1일 : 특수학급 1학급 편성
- 1999년 2월 12일 : 제1회 졸업식(12학급 554명)
- 2007년 8월 13일 : 특성화학과 인가(전산이용금형과 → 컴퓨터금형디자인과, 자동화 설비시스템과)
- 2012년 7월 2일 : 특허청 지정 발명ㆍ특허특성화고 선정(2013~2017학년도 운영)
- 2023년 3월 2일 : 제13대 홍호석 교장 취임
- 2024년 1월 9일 : 제26회 졸업식(185명 졸업, 졸업생 누계 9,273명)
- 2024년 3월 4일 : 2024학년도 입학식(10학급 168명)

## 설치 학과
- 전기제어과
- 디지털전기과
- 컴퓨터금형디자인과
- 컴퓨터정보전자과
- 식품생명과학과
- 자동화설비시스템과
- 스마트설비과
- 스마트기계과

## 참고 자료
- 계산공업고등학교 - 한국교육학술정보원 학교알리미